# T46
 (novembre 2024).
Si vous disposez d'ouvrages ou d'articles de référence ou si vous connaissez des sites web de qualité traitant du thème abordé ici, merci de compléter l'article en donnant les références utiles à sa vérifiabilité et en les liant à la section « Notes et références ».
La T46 est une locomotive diesel et électrique appartenant à la MTAB et utilisée comme locomotive de manœuvre à Kiruna en Suède. Quatre locomotives furent construites par Nyquist & Holm (NOHAB) comme version améliorée de la T44 en 1973-74. La T46 présente des moteurs plus puissants. C'est la locomotive diesel la plus puissante en Suède. Les quatre locomotives sont toujours utilisées, et trois des moteurs étaient supposés être changés en 2007, mais la compagnie les ayant construites fit banqueroute. La LKAB qui possède des ateliers à Notviken reconstruira les locomotives à la place.